# Anna Nalick
 (novembre 2014).
 (septembre 2023).
Si vous disposez d'ouvrages ou d'articles de référence ou si vous connaissez des sites web de qualité traitant du thème abordé ici, merci de compléter l'article en donnant les références utiles à sa vérifiabilité et en les liant à la section « Notes et références ».
Anna Christine Nalick, née le 30 mars 1984 à Glendora, est une chanteuse-compositrice américaine. Son premier album, Wreck of the Day, qui comprend son premier succès radiophonique, Breathe, est sorti le 19 avril 2005. En 2008, elle enregistre un extended play incluant notamment son nouveau titre Shine, avant de le réenregistrer en 2011 pour la sortie de l'album Broken Doll & Odds & Ends.

## Premières années
Dans sa biographie de Columbia Records, Anna Nalick confie qu'elle voulait être une artiste depuis son enfance. Elle commence à écrire des chansons dès le primaire. Selon Jay Leno, Alors qu'elle montrait son talent à son professeur, celui-ci lui aurait dit qu'elle finirait un jour dans l'émission The Tonight Show with Jay Leno.
Nalick grandit à Glendora en Californie, à l'est de Pasadena. À l'adolescence, elle vit dans un foyer où ses parents écoutent de la musique de variétés tels que The Rolling Stones, Cream, Led Zeppelin, Elvis Presley et les Everly Brothers. Elle cite ses influences officiellement comme Fiona Apple, Tori Amos, Blind Melon, John Mayer et Stevie Ray Vaughan, entre autres. Elle dit de Vaughan qu'il est « l'homme que je vais épouser quand j'arriverai au Ciel ». À l'école secondaire, en plus d'écrire ses propres chansons, elle joue avec une cover band du groupe canadien Rush appelé Brisket.
Initialement décidée à aller à l'université, mais elle rencontre un photographe qui la convainc de se tourner plus rapidement vers la musique. Elle décide de lui passer une cassette démo avec six de ses chansons et, à la suite de cela, est présentée à Christopher Thorn et Brad Smith (eux membres fondateurs de Blind Melon qui se sont associés en équipe de production) et Eric Rosse. En mettant ses projets d'université en attente, en octobre 2003, elle signe avec Columbia Records. Nalick part en studio avec Thorn, Smith et Rosse en tant que producteurs et avec Mark Endert, en tant qu'ingénieur de mixage. Elle enregistre avec un groupe de musiciens qui comprend Smith à la basse, Thorn à la guitare, Rosse et Zak Rae aux claviers, Lyle Workman et Stuart Mathis à la guitare, Joey Waronker et Matt Chamberlain à la batterie. Le résultat est son album Wreck of the Day, publié deux ans plus tard.

## Discographie

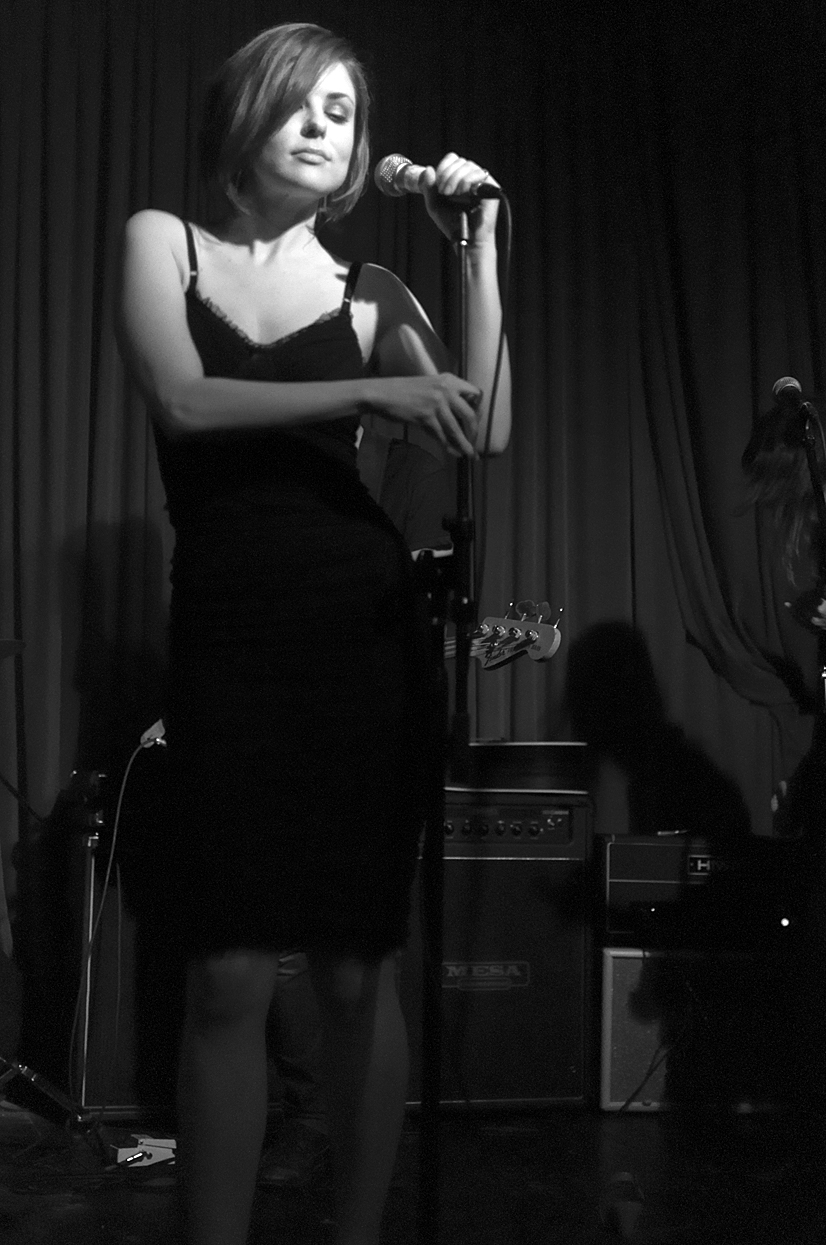
Anna Nalick présente à Hotel Café, Hollywood, Californie, États-Unis d'Amérique, au 20 juin 2011.